# مايكل سوتون
مايكل سوتون (29 مارس 1921 في المملكة المتحدة - 28 يونيو 2019) (بالإنجليزية: Michael Sutton)‏ هو لاعب كريكت بريطاني. لعب مع نادي مقاطعة سومرست للكريكت ‏ ونادي الكريكت في جامعة أكسفورد ‏.

## وصلات خارجية
- مايكل سوتون على موقع إي آس بي آن كريك إنفو (الإنجليزية)